# ГЕС Міранда (Астурія)
ГЕС Міранда (ісп. Central hidroeléctrica de Miranda) – гідроелектростанція на північному заході Іспанії в регіоні Астурія. Використовує ресурс зі сточища річки Пігуенья (права притока Нарсеа, яка своєю чергою є лівою притокою річки Налон), що дренує північний схил Кантабрійських гір та належить до басейну Біскайської затоки.
Відбір води для роботи цієї дериваційної станції починається на Пігуенья за допомогою невеликої водозабірної греблі (корисний об'єм утримуваної води лише 3 тис м3). Від неї прокладено дериваційний тунель завдовжки 5 км із площею перетину 5 м2, який виходить в долину Сом'єдо (права притока Пігуенья). Тут облаштовано ще одну водозабірну греблю, споруджену нижче від малої ГЕС Ла-Р'єра (7,8 МВт). Після цього починається головний дериваційний тунель, що прямує через гірський масив правобережжя Пігуенья, отримуючи додатковий ресурс із п'яти водозаборів на її притоках. Довжина тунелю 19 км, площа перетину 10 м2.
Після верхнього балансуючого резервуару об’ємом 250 тис м3 починається напірний тунель завдовжки 3 км, який переходить у водовід завдовжки 0,7 км (в т.ч. 0,3 км вертикальної шахти). Протранспортований ресурс надходить до підземного машинного залу розмірами 70х12 метрів та заввишки 21 метр, доступ до якого здійснюється через тунель завдовжки 300 метрів. 
Основне обладнання станції складається з чотирьох турбін типу Пелтон потужністю по 16,2 МВт, які при напорі у 385 метрів забезпечують виробництво 260 млн кВт-год електроенергії на рік.
Відпрацьована вода відводиться по тунелю (на завершальному етапі – каналу) завдовжки 3 км до Пігуенья в місці її впадіння у Нарсеа.
Видача продукції відбувається по ЛЕП, що працює під напругою 132 кВ.